# Говорова, Елизавета Антоновна
Елизаве́та Анто́новна Го́ворова (родилась 8 августа 1890 года, деревня Полагино, Тверская губерния, Российская империя — умерла в 1974 году, Алма-Ата, Казахская ССР, СССР) — советская художница-график, заслуженный деятель искусств Казахской ССР.

## Биография
Родилась в дворянской семье, является внучкой российского государственного деятеля, цензора, члена Совета Министерства внутренних дел по делам книгопечатания; польско-русского публициста, мемуариста, издателя «Петербургского Еженедельника» О. А. Пржецлавского, тёткой известной пианистки и певицы М. Н. Изергиной . В 1907—1915 годах училась в школе Общества поощрения художеств у Я. Ф. Ционглинского, затем в студии «Новая художественная мастерская» у М. В. Добужинского, одновременно — в Институте истории искусств (ИИИ) в Петрограде. Арестована в Ленинграде 22.10.1949, отбывала заключение в ОИТК Кемеровской области, освобождена по болезни 09.10.1954.
С 1956 года творческая деятельность Елизаветы Говоровой была тесно связана с Казахстаном. Она работала преимущественно в станковой графике, проявив себя ярким многогранным пейзажистом. Рисунки Говоровой отражают многообразие явлений природы, красоту и поэзию окружающего мира. Исполненные пером, тушью, сангиной, свинцовым карандашом, они отличаются чеканной формой, гибкостью и пластичностью линии и штриха.
В конце 1950-х годов ею была создана серия рисунков «Горный пейзаж Казахстана», в которую вошли листы «Ельник на Мохнатой сопке», «Скалы Саркромы», «Тополь среди камней», «Ели на краю обрыва» и другие, в 1961-1968 годах — «Травы Казахстана», объединяющая листы «Принц-чертополох», «Прогулка», «Кузнечик-музыкант», «Кружево трав» и другие, а также пейзажи «Туманы в горах» (1957), «Место древней Каллиеры» (1962), «Апрель» (1964), «Бегство» (1965), «Раскопки на холме Тепсень» (1965).